# 宮原亜友子
宮原 亜友子（みやはら あゆこ、1973年11月5日 - ）は、元名古屋テレビ放送（メ〜テレ）のアナウンサー・元フリーアナウンサー。京都府宇治市出身。血液型B型。聖母学院中学校、聖母学院高等学校、聖心女子大学文学部歴史社会学科人間関係専攻卒業。

## 来歴
大学卒業後、1996年4月に名古屋テレビにアナウンサーとして入社。以来、報道からスポーツ、バラエティまで多方面で活躍したが、2001年9月をもって結婚退社した。
退社後の2001年10月よりフリーアナウンサーへと転向し、圭三プロダクションに所属。以後はニュース専門チャンネル・日テレNEWS24を主な活動の場としていたが、2007年3月31日をもって引退した。

## 過去の担当番組

### 名古屋テレビ時代
- コケコッコー（月曜レギュラーコーナー『あゆこのマイ・ブーム』担当）
- 大相撲ダイジェスト（名古屋場所担当）
- Bella
- Bella II
- 解決!ピンクドラゴン

以下は中継・応援などで出演した番組。
- ニュースステーション
- ワイド!スクランブル

### フリー転向後
- デイリープラネット（日テレNEWS24、休日担当）
- デイリープラネット60 （日テレNEWS24、木曜・金曜担当）
- ナイトリーニュース（日テレNEWS24）
- ミッドナイトジャーナル（日テレNEWS24）